# Ahold Delhaize
Ahold Delhaize è una società di grande distribuzione olandese con sede a Zaandam nata nel 2016 dalla fusione di Ahold e Delhaize. Delhaize Group fu fondato 1867, quando i fratelli Delhaize aprirono un negozio di alimentari all'ingrosso a Charleroi, Belgio. Ahold risale al 1887, quando Albert Heijn aprì un primo negozio nella città olandese di Oostzaan.
Con le sue 22 insegne il gruppo occupa oltre 375.000 persone in 6.500 negozi in 11 paesi. Tra i formati di negozio ci sono supermercati, negozi di alimentari, ipermercati, negozi di alimentari online, negozi non alimentari online, farmacie e negozi di alcolici.
Il gruppo ha sede a Zaandam, Paesi Bassi ed è attivo in Belgio, Repubblica Ceca, Germania, Grecia, Lussemburgo, Paesi Bassi, Romania, Serbia e Stati Uniti e tramite joint venture in Indonesia e Portogallo.